# Vinsonia magnifica
Vinsonia magnifica är en insektsart som beskrevs av Green 1930. Vinsonia magnifica ingår i släktet Vinsonia och familjen skålsköldlöss. Inga underarter finns listade i Catalogue of Life.